# Fred Pressburger
Alfred Pressburger (* 2. November 1915 in Wien; † 19. April 1998 in Nizza, Frankreich) war ein österreichisch-amerikanischer Filmschaffender (u. a. Filmeditor, Produktionsleiter und Regisseur), überwiegend tätig beim US-amerikanischen Film.

## Leben und Wirken
Pressburger stieß über seinen Vater, den Filmproduzenten Arnold Pressburger, im Alter von 17 Jahren zum Film. Noch im selben Jahr (1932) durfte er bei dem deutschen Kurzfilm Der große Trick erstmals einen Filmschnitt übernehmen. Als Pressburger senior aufgrund seines jüdischen Glaubens vor den deutschen Nationalsozialisten ins amerikanische Exil floh, folgte ihm der Sohn. In Hollywood übernahm Fred Pressburger untergeordnete Aufgaben als Regie- und Produktionsassistent (beispielsweise 1942 bei Fritz Langs Propagandafilm Auch Henker sterben). Bei der ambitionierten Arnold-Pressburger-Produktion Es geschah morgen wurde er 1944 erneut für den Schnitt herangezogen. 1945/46 diente Fred Pressburger als Produktionsleiter seines Vaters bei Douglas Sirks Inszenierung Ein eleganter Gauner, zehn Jahre darauf übernahm der Sohn die Co-Regie bei dem B-Picture-Drama Crowded Paradise. Danach ist Fred Pressburger nur noch als Regisseur eines dokumentarischen Kurzfilms über Tokio und als Autor einer TV-Serienepisode nachweisbar.

## Filmografie
- 1932: Der große Trick (Kurzfilm, Schnitt)
- 1941: Abrechnung in Shanghai (The Shanghai Gesture) (Regieassistent unter Josef von Sternberg)
- 1942: Auch Henker sterben (Hangmen Also Die) (Regieassistenz unter Fritz Lang)
- 1944: Es geschah morgen (It Happened Tomorrow) (Schnitt)
- 1946: Ein eleganter Gauner (A Scandal in Paris) (Produktionsleitung)
- 1948: Qualen der Liebe (A Woman’s Vengeance) (Produktionsassistenz)
- 1956: Crowded Paradise (Co-Regie)
- 1961: Stadt zwischen gestern und heute – Eindrücke aus Tokio (deutscher Fernsehkurzfilm, Dokumentarfilm-Regie)
- 1976: Junge Schicksale (kanad. TV-Serie, Co-Drehbuch zur Episode Blind Sunday)